# 图库曼省
圖庫曼省位於南美洲國家阿根廷北部，是該國的23個行省之一，首府為聖米格爾-德圖庫曼（San Miguel de Tucumán）。當地人暱稱其作。

## 另見
- 图库曼议会
- 图库曼竞技俱乐部